# Baños de Tajo
Baños de Tajo település Spanyolországban, Guadalajara tartományban. Baños de Tajo Fuembellida, Peñalén, Terzaga, Tierzo és Taravilla községekkel határos. Lakosainak száma 14 fő (2024).

## Népesség
A település lakosságának változását az alábbi diagram mutatja:
| Lakosok száma | 30   | 29   | 25   | 20   | 20   | 18   | 19   | 19   | 21   | 14   |
|               | 2001 | 2004 | 2006 | 2009 | 2011 | 2014 | 2016 | 2019 | 2021 | 2024 |